# Le Rebelle (film, 1931)
Pour les articles homonymes, voir Le Rebelle.
Le Rebelle (The Rebel) est un film français dramatique réalisé par Adelqui Migliar, sorti en 1931.

## Synopsis
Une jeune étudiante séduit un général russe pour qu'il épargne son mari déserteur.

## Fiche technique
- Titre : Le Rebelle
- Titre alternatif : Le Général
- Réalisation : Adelqui Migliar
- Scénario : Martin Brown, Louise Long, Benno Vigny d'après une pièce de Lajos Zilahy
- Photographie : Philipp Tanura
- Musique : Sam Coslow (non crédité), Karl Hajos (non crédité), Howard Jackson (non crédité), Ralph Rainger  (non crédité)
- Société de production : Paramount Pictures
- Société de distribution : Paramount Pictures
- Durée : 85 minutes
- Date de sortie : 3 juillet 1931

## Distribution
- Suzy Vernon : Maria Ivanovna
- Thomy Bourdelle : Général Platoff
- Paule Andral : Alexandra
- Pierre Batcheff : Lt. Boris Sabline
- Henry Prestat : un jeune Général
- Frédéric Mariotti : l'ordonnance
- André Rehan : Spoliansky
- Jeanne Brazine : la Chanreuse
- Georges La Cressonnière : le lieutenant Glinka